# Batracomorphus eriphyle
Batracomorphus eriphyle är en insektsart som beskrevs av Knight 1983. Batracomorphus eriphyle ingår i släktet Batracomorphus och familjen dvärgstritar. Inga underarter finns listade i Catalogue of Life.